# Хебрејски бројеви
Хебрејски бројеви или бројке, су део система представљања бројева путем хебрејског алфабета.

## Принцип представљања бројева
Осим што је алфабетски, систем је и квазидецималан. Нема посебне ознаке за нулу, нумеричке вредности појединачних слова се сабирају (тј. нема позиционе нотације). Засебна слова имају јединице (1, 2, ..., 9), десетице (10, 20, ..., 90), али само прве четири стотине (100, 200, 300, 400). Остале стотине (500, 600, 700, 800 и 900) су представљене збировима два или три слова која представљају прве четири стотине. За представљање бројева од 1.000 до 999.999 поново се користе исти бројеви као хиљаде, десетине хиљада и стотине хиљада. Ове трансформације се доста користе у гематрији (јеврејској нумерологији). 
У данашњем Израелу, децимални систем (хинду-)арапских бројева се користи скоро увек (нпр. за новац, изражавање старости, датум на грађанском, тј. грегоријанском, календару). Хебрејски бројеви се користе само у нарочитим случајевима, нпр. уз хебрејски календар или за нумерисање списка (слично као а, б, ц, д...), за референцирање библијских стихова итд.

## Бројке
| Децимално | Хебрејски                  | Глиф       | Кардинални број (један, два, три...) | Кардинални број (један, два, три...) | Редни број (први, други, трећи...) | Редни број (први, други, трећи...)   |
| Децимално | Хебрејски                  | Глиф       | Мушки род                            | Женски род                           | Мушки род                          | Женски род                           |
| --- | -------------------------- | ---------- | ------------------------------------ | ------------------------------------ | ---------------------------------- | ------------------------------------ |
| 0 |                            |            | ефес (אֶפֶס)                           | ефес (אֶפֶס)                           |                                    |                                      |
| 1 | Алеф                       | א          | ехад (אֶחַד)                           | ахат (אַחַת)                           | ришон (‎רִאשׁוֹן‏)                      | ришонах (‎רִאשׁוֹנָה‏)                     |
| 2 | Бет                        | ב          | шнајим (שְׁנַיִם)                        | штајим (שְׁתַּיִם)                        | шени (‎שֵׁנִי‏)                         | шнијах (‎שֵׁנִיָה‏)                        |
| 3 | Гимел                      | ג          | шлоша (שְׁלוֹשָׁה)                        | шалош (שָׁלוֹשׁ)                         | шлиши (‎שְׁלִישִׁי‏)                      | шлишит (‎שְׁלִישִׁית‏) or шлишијах (‎שְׁלִישִׁיָה‏) |
| 4 | Далет                      | ד          | арба'а (אַרְבַּעה)                       | арбах (אַרְבַּע)                         | реви'и (‎רְבִיעִי‏)                     | реви'ит (‎רְבִיעִית‏)                     |
| 5 | Хе                         | ה          | хамиша (חֲמִשָּה)                        | хамеш (חָמֵשׁ)                          | хамиши (‎חֲמִישִׁי‏)                     | хамишит (‎חֲמִישִׁית‏)                     |
| 6 | Вав                        | ו          | шиша (שִׁשָּׁה)                           | шеш (שֵׁשׁ)                             | шиши (‎שִׁשִּׁי‏)                         | шишит (‎שִׁשִּׁית‏)                         |
| 7 | Зајин                      | ז          | шив'а (שֶׁבַעה)                         | шева (שֶׁבַע)                           | шви'и (‎שְׁבִיעִי‏)                      | шви'ит (‎שְׁבִיעִית‏)                      |
| 8 | Хет                        | ח          | шмонах (שְׁמוֹנָה)                       | шмонех (שְׁמוֹנֶה)                       | шмини (‎שְׁמִינִי‏)                      | шминит (‎שְׁמִינִית‏)                      |
| 9 | Тет                        | ט          | тиш'а (תֵּשַׁעה)                         | тајшах (תֵּשַׁע)                         | тши'и (‎תְּשִׁיעִי‏)                      | тши'ит (‎תְּשִׁיעִית‏)                      |
| 10 | Јод                        | י          | асара (עֲשָׂרָה)                         | есер (עֶשֶׂר)                           | асири (‎עֲשִׂירִי‏)                      | асирит (‎עֲשִׂירִית‏)                      |
| 20 | Каф                        | כ          | есрим (עֶשְׂרִים)                        | есрим (עֶשְׂרִים)                        | есрим (עֶשְׂרִים)                      | есрим (עֶשְׂרִים)                        |
| 30 | Ламед                      | ל          | шлошим (שְׁלוֹשִׁים)                      | шлошим (שְׁלוֹשִׁים)                      | шлошим (שְׁלוֹשִׁים)                    | шлошим (שְׁלוֹשִׁים)                      |
| 40 | Мем                        | מ          | арба'им (אַרְבָּעִים)                     | арба'им (אַרְבָּעִים)                     | арба'им (אַרְבָּעִים)                   | арба'им (אַרְבָּעִים)                     |
| 50 | Нун                        | נ          | хамишим (חֲמִשִּׁים)                      | хамишим (חֲמִשִּׁים)                      | хамишим (חֲמִשִּׁים)                    | хамишим (חֲמִשִּׁים)                      |
| 60 | Самех                      | ס          | шишим (שִׁשִּׁים)                         | шишим (שִׁשִּׁים)                         | шишим (שִׁשִּׁים)                       | шишим (שִׁשִּׁים)                         |
| 70 | Ајин                       | ע          | шив'им (שִׁבְעִים)                       | шив'им (שִׁבְעִים)                       | шив'им (שִׁבְעִים)                     | шив'им (שִׁבְעִים)                       |
| 80 | Пе                         | פ          | шмоним (שְׁמוֹנִים)                      | шмоним (שְׁמוֹנִים)                      | шмоним (שְׁמוֹנִים)                    | шмоним (שְׁמוֹנִים)                      |
| 90 | Цади                       | צ          | тиш'им (תִּשְׁעִים)                       | тиш'им (תִּשְׁעִים)                       | тиш'им (תִּשְׁעִים)                     | тиш'им (תִּשְׁעִים)                       |
| 100 | Коф                        | ק          | ме'а (מֵאָה)                           | ме'а (מֵאָה)                           | ме'а (מֵאָה)                         | ме'а (מֵאָה)                           |
| 200 | Reš                        | ר          | матајим (מָאתַיִם)                      | матајим (מָאתַיִם)                      | матајим (מָאתַיִם)                    | матајим (מָאתַיִם)                      |
| 300 | Шин                        | ש          | шлош меот (שְׁלוֹשׁ מֵאוֹת)                | шлош меот (שְׁלוֹשׁ מֵאוֹת)                | шлош меот (שְׁלוֹשׁ מֵאוֹת)              | шлош меот (שְׁלוֹשׁ מֵאוֹת)                |
| 400 | Тав                        | ת          | арба меот (אַרְבַּע מֵאוֹת)                | арба меот (אַרְבַּע מֵאוֹת)                | арба меот (אַרְבַּע מֵאוֹת)              | арба меот (אַרְבַּע מֵאוֹת)                |
| 500 | Тав Куф или Хаф Софит      | ת"ק или ך  | хамеш меот (חֲמֵשׁ מֵאוֹת)                | хамеш меот (חֲמֵשׁ מֵאוֹת)                | хамеш меот (חֲמֵשׁ מֵאוֹת)              | хамеш меот (חֲמֵשׁ מֵאוֹת)                |
| 600 | Тав Реш или Мем Софит      | ת"ר или ם  | шеш меот (שֵׁשׁ מֵאוֹת)                   | шеш меот (שֵׁשׁ מֵאוֹת)                   | шеш меот (שֵׁשׁ מֵאוֹת)                 | шеш меот (שֵׁשׁ מֵאוֹת)                   |
| 700 | Тав Шин или Нун Софит      | ת"ש или ן  | шва меот (שְׁבַע מֵאוֹת)                  | шва меот (שְׁבַע מֵאוֹת)                  | шва меот (שְׁבַע מֵאוֹת)                | шва меот (שְׁבַע מֵאוֹת)                  |
| 800 | Тав Тав или Пеи Софит      | ת"ת или ף  | шмоне меот (שְׁמוֹנֶה מֵאוֹת)              | шмоне меот (שְׁמוֹנֶה מֵאוֹת)              | шмоне меот (שְׁמוֹנֶה מֵאוֹת)            | шмоне меот (שְׁמוֹנֶה מֵאוֹת)              |
| 900 | Тав Тав Куф или Цади Софит | תת"ק или ץ | тша меот (תְּשַׁע מֵאוֹת)                  | тша меот (תְּשַׁע מֵאוֹת)                  | тша меот (תְּשַׁע מֵאוֹת)                | тша меот (תְּשַׁע מֵאוֹת)                  |
| 11: ахад асар/ахат есре, 12: шнеим асар/штеим есре, 13: шлоша асар/шлош есре, 14: арба'а асар/арба есре, 15: хамиша асар/хамеш есре, 16: шиша асар/шеш есре, 17: шив'а асар/шва есре, 18: шмона асар/шмоне есре, 19: тиш'а асар/тша есре |                            |            |                                      |                                      |                                    |                                      |
| 1000: елеф, 2000: алпаим, 10 000: асерет алафим, 100 000: меа елеф, 1 000 000: милион, 1 000 000 000: милијард |                            |            |                                      |                                      |                                    |                                      |

Примедба: За редне бројеве веће од 10, користе се кардинални бројеви.

## У говору и писању
Хебрејске речи имају мушки и женски род. Ако се само броји, користи се женски род, осим за ехад (један, две, три...). Иначе се користи одговрајући род (два дечака, две девојчице...). И предмети су мушког или женског рода (нпр. књига [сефер] је мушког рода). 
Прво се пише број, затим именица (нпр. шлоша јеладим). И овде је „један“ посебан, јер иде иза именице (нпр. јелад ехад). Број два је специфичан јер мења облик када описује број неке именице - шнајим (м.) и штајим (ж.) постају шнеј (м.), и штеј (ж.). Мешовите групе се увек третирају као да су мушког рода. 

## Рачунање
Хебрејски бројевни систем делује адитивним принципом у којем се бројевне вредности појединих слова сабирају у укупну вредност. Нпр. 177 је представљено као קעז тј. 100 + 70 + 7 = 177.
Математички гледано, ово захтева 27 слова, по девет за све јединице, десетице и стотине. Али у пракси, последње слово (тав = 400) се користи у комбинацији са собом и/или другим словима од коф (=100) надаље за приказивање бројева почевши од 500. Алтернативно, хебрејски алфабет од 22 слова се може проширити до 27 употребом 5 софеет (финалних) облика хебрејских слова.

### Главни изузеци
По конвенцији, бројеви 15 и 16 се представљају као ‫ט״ו‬ ‎(9 + 6) одн. ‫ט״ז‬ ‎(9 + 7). Ово је да би се у свакодневном писању избегла употреба двословних комбинација י–ה ‭(10 + 5)‬ и י–ו ‭(10 + 6)‬, које су алтернативне писане форме Божијег имена. Ово би у хебрејском календару одговарало датумима око пуног месеца (јер месеци у том лунисоларном календару почињу око младине). 
Комбинације које би могле бити једнаке речима са негативном конотацијом се понекад избегавају променом реда слова. Нпр. ‫תשמ״ד‬ ("ти ћеш - " или „то ће бити уништено") се алтернативно може написати ‫תשד״מ‬.

## Ознака броја
Испред (десно од) последњег (најлевљег) броја се поставља знак гершајим како би се указало да је неки низ слова број а не реч. Нпр. 18 → ‫י״ח‬ (личи на дупли наводник - “).
Ако се ради само о једном слову, додаје се знак гереш, после (лево од) тог слова (личи на једноструки наводник - ‘). 

## Хиљаде и формати датума
Хиљаде се броје засебно, а број хиљада претходи остатку броја (тј. са десне је стране, јер се хебрејски пише здесна налево). Нема нарочитих знакова који би означили да бројање почиње хиљадама, што теоретски може довести до двосмислице, мада се понекад користи једноструки наводник иза слова. 
Када се наводе године хебрејског календара у текућем миленијуму, писци обично изостављају хиљаде (у овом добу 5 [‫ה‬]), у противном ово се прихвата као 5×1000, без двојбе. Данашњи израелски новац укључује и хиљаде.

### Примери датума
"Понедељак, 15. адар 5764." (5764 = 5×1000 + 400 + 300 + 60 + 4 и 15 = 9 + 6):
Пуни облик (са хиљадама):
‫יום שני ט״ו באדר ה׳תשס״ד‬
Уобичајено (без хиљада):
‫יום שני ט״ו באדר תשס״ד‬
“Четвртак, 3. нисан 5767.” (5767 = 5×1000 + 400 + 300 + 60 + 7):
Пуни облик (са хиљадама):
‫יום חמישי ג׳ בניסן ה׳תשס״ז‬
Уобичајено (без хиљада):
‫יום חמישי ג׳ בניסן תשס״ז‬
За данашњи датум може се видети нпр. трака са датумима на врху haaretz-ове интернет странице.

### Скорије године
(скраћени облик)
5770 (2009-10) = תש"ע
5769 (2008-09) = ‫תשס״ט‬
5768 (2007-08) = ‫תשס״ח‬
5767 (2006-07) = ‫תשס״ז‎‬
5766 (2005-06) = ‫תשס״ו‎‬
5765 (2004-05) = ‫תשס״ה‎‬

## Слични системи
Алфабетски систем бележења бројева користи и абџадски систем, а такође и грчки бројеви, као и ћирилични бројеви, настали из грчких.